# دیوید رومو
دیوید رومو (انگلیسی: David Romo؛ زادهٔ ۷ اوت ۱۹۷۸) بازیکن فوتبال سابق اهل فرانسه است که در پست هافبک بازی می‌کرد.
از باشگاه‌هایی که در آن بازی کرده‌است می‌توان به باشگاه فوتبال گنگام و باشگاه فوتبال سوانزی سیتی اشاره کرد.